# Ciudad de Armería
Armeria är en ort i Mexiko.   Den ligger i kommunen Armería och delstaten Colima, i den södra delen av landet, 500 km väster om huvudstaden Mexico City. Armeria ligger 32 meter över havet och antalet invånare är 16 953.
Terrängen runt Armeria är platt åt sydost, men åt nordväst är den kuperad. Runt Armeria är det ganska tätbefolkat, med 124 invånare per kvadratkilometer. Närmaste större samhälle är Tecoman, 9,4 km öster om Armeria. Omgivningarna runt Armeria är en mosaik av jordbruksmark och naturlig växtlighet.